# Aurice
Aurice település Franciaországban, Landes megyében. Lakosainak száma 629 fő (2022. január 1.). Aurice Bas-Mauco, Campagne, Cauna, Haut-Mauco, Le Leuy és Saint-Sever községekkel határos.

## Népesség
A település népességének változása:
| Lakosok száma | 541  | 549  | 610  | 654  | 630  | 622  | 609  | 620  | 625  | 629  |
|               | 1968 | 1982 | 1990 | 2006 | 2013 | 2015 | 2017 | 2019 | 2020 | 2022 |